# Dibamus
Dibamus es un género de escamosos de pequeño tamaño de la familia Dibamidae. Se distribuyen por el sur y este de Asia hasta Nueva Guinea.

## Especies
Listadas alfabéticamente:
- Dibamus alfredi Taylor, 1962
- Dibamus bogadeki Darevsky, 1992
- Dibamus booliati Das & Yaakob, 2003
- Dibamus bourreti Angel, 1935
- Dibamus celebensis Schlegel, 1858
- Dibamus dalaiensis Neang, Holden, Eastoe, Seng, Ith & Grismer, 2011
- Dibamus deharvengi Ineich, 1999
- Dibamus deimontis  Kliukin, Bragin, Nguyen & Poyarkov, 2024[2]
- Dibamus dezwaani Das & Lim, 2005
- Dibamus elephantinus Kliukin, Bragin, Thy, Gorin,  Bogatyreva, Lisenkova & Poyarkov, 2024[3]
- Dibamus floweri Quah, Anuar, Grismer, & Grassby-Lewis, 2017
- Dibamus greeri Darevsky, 1992
- Dibamus ingeri Das & Lim, 2003
- Dibamus kondaoensis Honda, Ota, Hikida & Darevsky, 2001
- Dibamus leucurus (Bleeker, 1860)
- Dibamus manadotuaensis Koppetsch et al. 2019
- Dibamus montanus Smith, 1921
- Dibamus nicobaricum (Steindachner, 1867)
- Dibamus novaeguineae Duméril & Bibron, 1839
- Dibamus seramensis Greer, 1985
- Dibamus smithi Greer, 1985
- Dibamus somsaki Honda, Nabhitabhata, Ota & Hikida, 1997
- Dibamus taylori Greer, 1985
- Dibamus tebal Das & Lim, 2009
- Dibamus tiomanensis Diaz, Leong, Grismer & Yaakob, 2004
- Dibamus tropcentr Kliukin, Nguyen, Bragin & Poyarkov, 2023.[4]
- Dibamus vorisi Das & Lim, 2003